# Mike Gartner
Michael Alfred „Mike“ Gartner (* 29. Oktober 1959 in Ottawa, Ontario) ist ein ehemaliger kanadischer Eishockeyspieler, der im Verlauf seiner aktiven Karriere zwischen 1975 und 1998 unter anderem 1554 Spiele für die Washington Capitals, Minnesota North Stars, New York Rangers, Toronto Maple Leafs und Phoenix Coyotes in der National Hockey League sowie 81 weitere für die Cincinnati Stingers in der World Hockey Association auf der Position des rechten Flügelstürmers bestritten hat. Seine größten Karriereerfolge feierte Gartner, der im Jahr 2001 in die Hockey Hall of Fame aufgenommen wurde, im Trikot der kanadischen Nationalmannschaft mit dem Gewinn des Canada Cups in den Jahren 1984 und 1987.

## Karriere

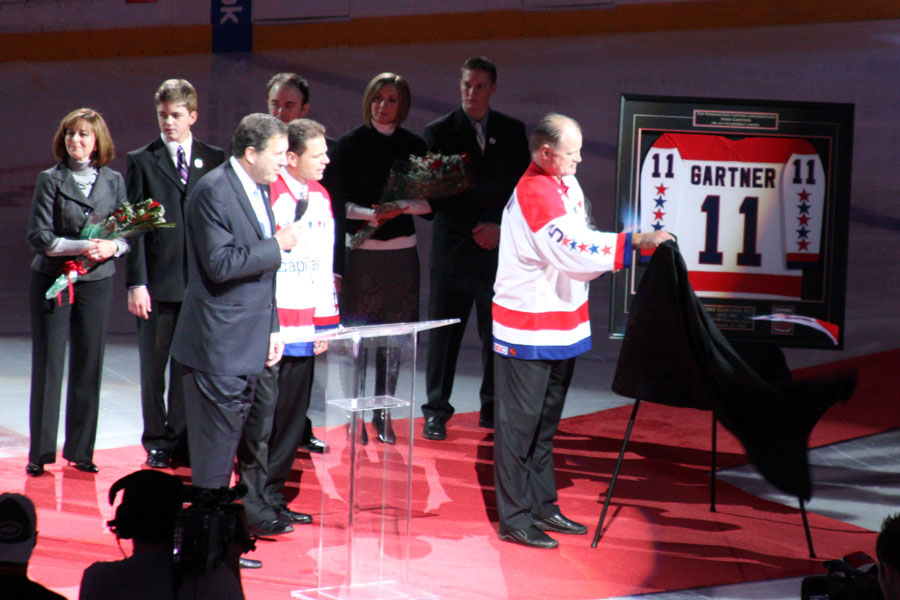
Mike Gartner bei der Zeremonie zur Sperrung seiner Nummer

Ab 1978 spielte Gartner in der World Hockey Association bei den Cincinnati Stingers. Im NHL Entry Draft 1979 wählten ihn die Washington Capitals als Gesamtvierten in der ersten Runde aus und verpflichteten ihn daraufhin. Gartner war einer der besten Torjäger der NHL, doch anders als andere Topscorer zeichnete er sich durch Konstanz über viele Jahre aus. Man fand ihn kaum einmal unter den Top Scorern einer Saison und er gewann auch keine Trophäe, aber nur in zwei seiner 19 NHL-Jahren, der wegen Streik verkürzten Saison 1994/95 und seiner letzten Saison, hatte er weniger als 30 Tore erzielt. Seine beste Spielzeit gelang ihm 1984/85, als er in der regulären Saison in 80 Partien insgesamt 102 Scorerpunkte erzielte, die er mit 50 Toren und 52 Vorlagen realisierte. Dadurch war Gartner der zehntbeste Scorer in jener Saison. Kurz vor Ende der Saison 1993/94 wechselte er von den Rangers nach Toronto. Die Rangers gewannen danach den Stanley Cup, was Gartner nie gelang. Nur fünf Spieler haben mehr NHL-Tore erzielt als Gartner.
2001 wurde er mit der Aufnahme in die Hockey Hall of Fame geehrt.

## Erfolge und Auszeichnungen
| - 1977 Emms Family Award - 1978 OHA First All-Star Team - 1981 Teilnahme am NHL All-Star Game - 1985 Teilnahme am NHL All-Star Game - 1986 Teilnahme am NHL All-Star Game - 1988 Teilnahme am NHL All-Star Game | - 1990 Teilnahme am NHL All-Star Game - 1993 Teilnahme am NHL All-Star Game - 1993 Most Valuable Player des NHL All-Star Game - 1996 Teilnahme am NHL All-Star Game - 2001 Aufnahme in die Hockey Hall of Fame |

### International
| - 1978 Bronzemedaille bei der U20-Junioren-Weltmeisterschaft - 1982 Bronzemedaille bei der Weltmeisterschaft - 1983 Bronzemedaille bei der Weltmeisterschaft | - 1984 Goldmedaille beim Canada Cup - 1987 Goldmedaille beim Canada Cup |

## Rekorde
- 17 Spielzeiten mit 30 oder mehr Toren
- 15 aufeinander folgende Spielzeiten mit 30 oder mehr Toren (1979/80 bis 1993/94).
- Vier Tore in einem NHL All-Star Game (1993), gemeinsam mit vier weiteren Spielern.
- Vier Punkte in einem Drittel beim NHL All-Star Game (1993; 3 Tore und 1 Assist), gemeinsam mit Wayne Gretzky und Adam Oates

## Karrierestatistik

### International
Vertrat Kanada bei:
| - Junioren-Weltmeisterschaft 1978 - Weltmeisterschaft 1981 - Weltmeisterschaft 1982 - Weltmeisterschaft 1983 | - Canada Cup 1984 - Canada Cup 1987 - Weltmeisterschaft 1993 |

(Legende zur Spielerstatistik: Sp oder GP = absolvierte Spiele; T oder G = erzielte Tore; V oder A = erzielte Assists; Pkt oder Pts = erzielte Scorerpunkte; SM oder PIM = erhaltene Strafminuten; +/− = Plus/Minus-Bilanz; PP = erzielte Überzahltore; SH = erzielte Unterzahltore; GW = erzielte Siegtore; 1 Play-downs/Relegation; Kursiv: Statistik nicht vollständig)